# Matra Bagheera
Matra-Simca Bagheera — тримісне спортивне купе від виробника автомобілів Matra Automobiles. Він був розроблений як наступник Matra 530 Сімкою і Матрою разом (тому продається як Matra-Simca) і представлений публіці для 24-годинної гонки в Ле-Мані 9 червня 1973 року. Плоске спортивне купе з трьома сидіннями в ряд, відкидними фарами і середнім розташуванням двигуна було оснащено приводом і переднім мостом Simca 1100 TI. Тримальна конструкція автомобіля продовжувала складатися з трубчастої рами з пластиковою обшивкою. Модель отримала назву на честь пантери Багіри з «Книги джунглів» Редьярда Кіплінга.
Оскільки PSA Peugeot Citroën влітку 1978 року викупила європейські марки американської групи Chrysler, модель продавалася новим власником як Talbot-Matra Bagheera з серпня 1979 року.
Влітку 1980 року виробництво Bagheera закінчилося після випуску близько 47 796 примірників. Наступна модель Talbot-Matra Murena була представлена на Паризькому салоні у вересні того ж року.

## Двигуни
- 1294 см3 Poissy engine ohv I4
- 1442 см3 Poissy engine ohv I4